# Туніс-Карфаген (аеропорт)
Міжнародний аеропорт Туніс-Карфаген (араб. مطار تونس قرطاج الدولي, фр. Aéroport international de Tunis-Carthage IATA: TUN, ICAO: DTTA) — аеропорт в місті Туніс. Отримав назву на честь стародавнього міста Карфаген, руїни якого знаходяться на північ від аеропорту.
Є хабом авіакомпаній:
- Tunisair
- Tunisair Express
- Nouvelair

## Авіалінії та напрямки

### Пасажирські
| Авіакомпанія        | Пункт призначення |
| ------------------- | --- |
| Afriqiyah Airways   | Бейда, Триполі |
| Air Algérie         | Алжир Сезонний: Аннаба |
| Air France          | Париж–Шарль де Голль |
| Air Malta           | Мальта |
| Alitalia            | Мілан–Мальпенса, Рим–Фіумічіно |
| EgyptAir            | Каїр |
| Emirates            | Дубай |
| Eurowings           | Кельн/Бонн |
| Libyan Airlines     | Бейда, Тобрук, Триполі |
| Lufthansa           | Франкфурт Сезонний: Мюнхен |
| Mauritania Airlines | Нуакшот |
| Nouvelair           | Алжир, Лілль, Ліон, Марсель, Нант, Ніцца, Париж–Шарль де Голль, Тулуза Чартер: Джерба, Монастір Сезонний чартер: Джидда, Медіна |
| Qatar Airways       | Доха |
| Royal Air Maroc     | Касабланка |
| Royal Jordanian     | Амман |
| Saudia              | Джидда |
| Transavia France    | Ліон, Париж–Орлі |
| TUI fly Belgium     | Сезонний: Брюссель-Шарлеруа |
| Tunisair            | Абіджан, Алжир, Амстердам, Бамако, Барселона, Бейрут, Белград, Болонья, Бордо, Брюссель, Каїр, Касабланка, Конакрі, Константіна, Дакар, Дюссельдорф, Франкфурт, Женева, Стамбул–Ататюрк, Джидда, Хартум, Лісабон, Лондон–Гатвік, Лондон–Хітроу, Ліон, Мадрид, Марсель, Медіна, Мілан–Мальпенса, Монреаль, Мюнхен, Нант, Ніамей, Ніцца, Нуакшот, Оран, Уагадугу, Палермо, Париж–Орлі, Рим–Фіумічіно, Страсбург, Тулуза, Венеція, Відень, Цюрих Сезонний: Прага |
| Tunisair Express    | Джерба, Мальта, Неаполь, Сфакс, Таузар |
| Turkish Airlines    | Стамбул–Ататюрк |
| Vueling             | Сезонний: Барселона |

### Вантажні
| Авіакомпанія           | Пункт призначення                            |
| ---------------------- | -------------------------------------------- |
| Air France Cargo       | Париж–Шарль де Голль                         |
| ASL Airlines Belgium   | Льєж, Ліон                                   |
| Emirates SkyCargo      | Дубай–Аль Мактум                             |
| Express Air Cargo      | Касабланка, Кельн/Бонн, Париж–Шарль де Голль |
| Turkish Airlines Cargo | Стамбул–Ататюрк                              |